# Amtsgericht Euerdorf

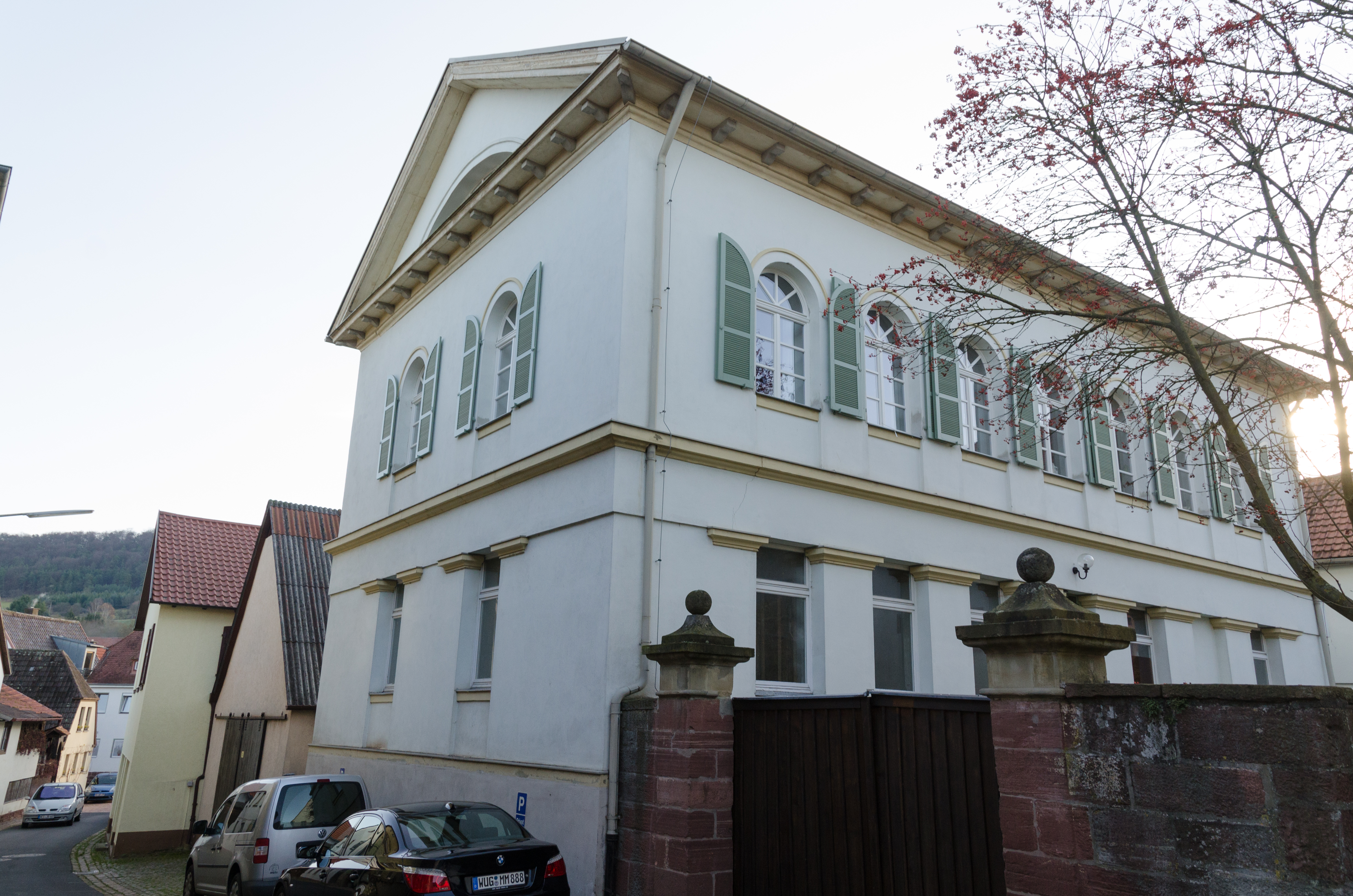
Ehemaliges Amtsgericht in der Gerichtsgasse 3 (2013)

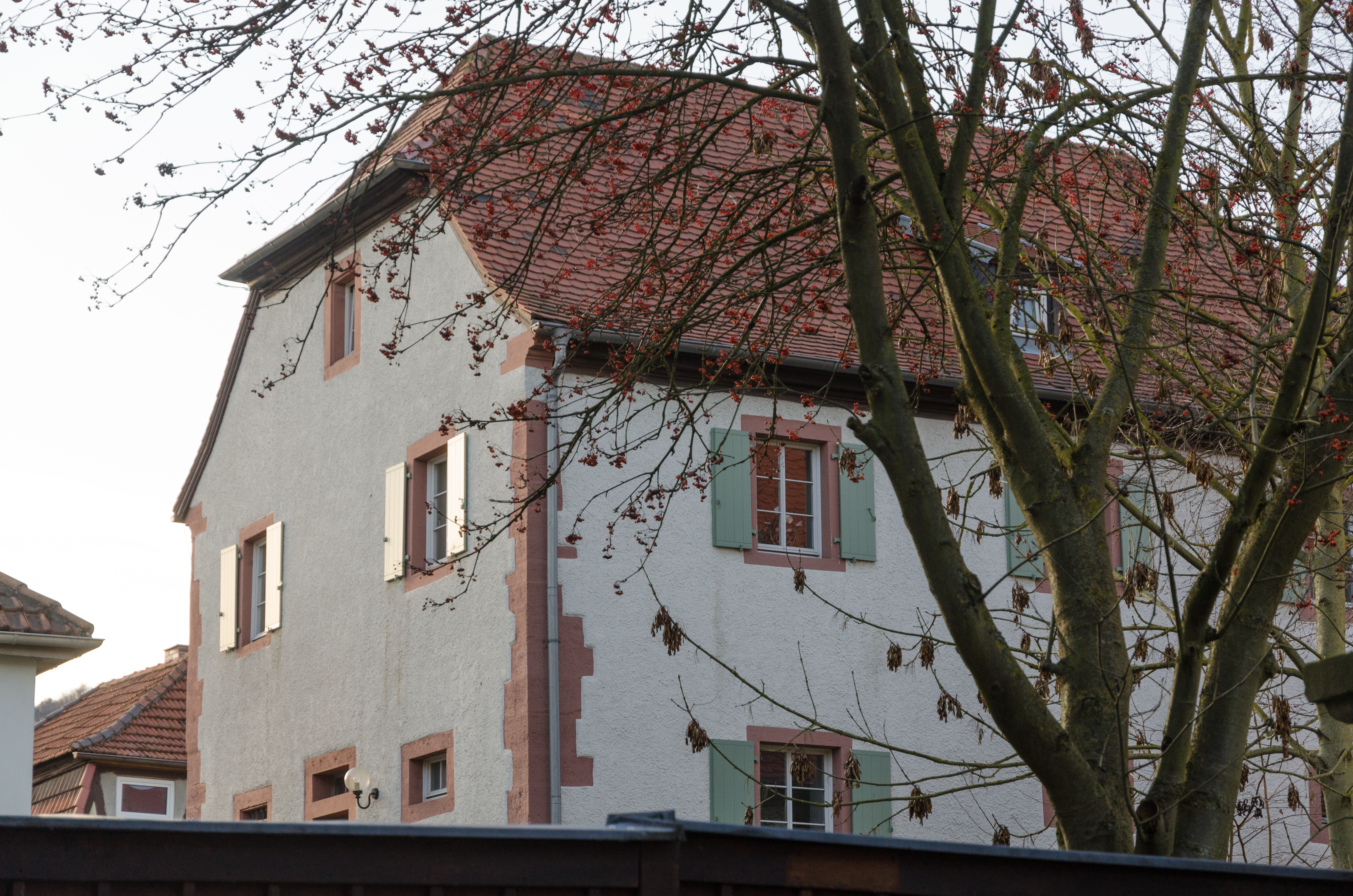
Ehemaliges Gefängnis in der Gerichtsgasse 3 (2013)

Das Amtsgericht Euerdorf war ein von 1879 bis 1925 bestehendes bayerisches Gericht der ordentlichen Gerichtsbarkeit mit Sitz im unterfränkischen Euerdorf.

## Geschichte
Mit Inkrafttreten des Gerichtsverfassungsgesetzes am 1. Oktober 1879 errichtete man in Euerdorf ein Amtsgericht, dessen Sprengel sich aus den Gemeinden Aura an der Saale, Elfershausen, Engenthal, Euerdorf, Greßthal, Machtilshausen, Oberthulba, Ramsthal, Sulzthal, Trimberg, Wasserlosen, Wirmsthal und Wittershausen des bisherigen Landgerichtsbezirks Euerdorf zusammensetzte. Übergeordnete Instanzen waren das Landgericht Schweinfurt und das Oberlandesgericht Bamberg.
Mit Wirkung vom 1. Juli 1925 wurde das Amtsgericht Euerdorf aufgehoben und sein Bezirk mit dem des Amtsgerichts Hammelburg vereinigt.

## Gerichtsgebäude
Das Amtsgericht befand sich in einem zweigeschossigen, giebelständigen Flachsatteldachbau an der Gerichtsgasse 3. Das seinem Baujahr 1822 entsprechend in klassizistischem Stil errichtete Gebäude beherbergte nach 1925 die örtliche Gendarmeriestation und steht heute unter Denkmalschutz.
Daneben befindet sich die ehemalige Fronveste, ab 1925 ehemaliges Gefängnis, im Kern spätgotisch, bezeichnet „1555“ und „1557“. Sie wurde Mitte des 19. Jahrhunderts verändert.